# Olmedo (Italië)
Olmedo is een gemeente in de Italiaanse provincie Sassari (regio Sardinië) en telt 3041 inwoners (31-12-2004). De oppervlakte bedraagt 33,7 km², de bevolkingsdichtheid is 90 inwoners per km².

## Demografie
Olmedo telt ongeveer 1112 huishoudens. Het aantal inwoners steeg in de periode 1991-2001 met 10,1% volgens cijfers uit de tienjaarlijkse volkstellingen van ISTAT.
| Jaar | Inwoneraantal |
| ---- | ------------- |
| 1991 | 2591          |
| 2001 | 2852          |

## Geografie
Olmedo grenst aan de volgende gemeenten: Alghero, Sassari, Uri.